# Tantilla cascadae
Espèce
Statut de conservation UICN

 DD  : Données insuffisantes
Tantilla cascadae  est une espèce de serpents de la famille des Colubridae.

## Répartition
Cette espèce est endémique du Michoacán au Mexique.

## Publication originale
- Wilson & Meyer, 1981 : Systematics of the Calamarina group of the colubrid snake genus Tantilla. Milwaukee Public Museum Contributions In Biology And Geology, n. 42, p. 1-25.